# Rhimphoctona albicoxa
Rhimphoctona albicoxa är en stekelart som först beskrevs av Sanborne 1986.  Rhimphoctona albicoxa ingår i släktet Rhimphoctona och familjen brokparasitsteklar. Inga underarter finns listade i Catalogue of Life.